# Epigomphus quadracies
Epigomphus quadracies är en trollsländeart som beskrevs av Philip Powell Calvert 1903. Epigomphus quadracies ingår i släktet Epigomphus och familjen flodtrollsländor. IUCN kategoriserar arten globalt som livskraftig. Inga underarter finns listade i Catalogue of Life.